# Anna Leetsmann
Anna Leetsmann, född 1888, död 1942, var en estländsk politiker (kommunist). Även känd som Röda Anna. 
Hon var ledamot i Estlands provisoriska landsting 1917-1919. Hon var därmed Estlands första kvinnliga parlamentariker. Hon emigrerade till Sovjetunionen 1919. Hon blev utrensad anklagad för att vara trotskist 1935. 